# Венегоно-Інферіоре
Венегоно-Інферйоре, Венеґоно-Інферйоре (італ. Venegono Inferiore) — муніципалітет в Італії, у регіоні Ломбардія, провінція Варезе.
Венегоно-Інферйоре розташоване на відстані близько 520 км на північний захід від Рима, 38 км на північний захід від Мілана, 11 км на південний схід від Варезе.
Населення — 6142 особи (2014).
Щорічний фестиваль відбувається 3 травня. Покровитель — SS. Giacomo e Filippo.

## Демографія
Населення за роками:

Станом на 1 січня 2023 року в муніципалітеті офіційно проживало 400 іноземців з 43 країн, серед них 58 громадян країн Євросоюзу та 68 громадян України.

## Сусідні муніципалітети
- Бінаго
- Кастельнуово-Боцценте
- Кастільйоне-Олона
- Горнате-Олона
- Лонате-Чеппіно
- Традате
- Венегоно-Суперйоре